# Avulapali
Avulapali és una serralada al districte de Kadapa (Cuddapah) a Andhra Pradesh a l'altiplà damunt dels Ghats. La muntanya més alta és l'Avulapali Drug de 1.193 metres.
Eren l'element d'unió entre el districte de North Arcot, el districte de Cuddapah i el principat de Mysore.